# Lucio Pedercini
Pas d'image ? Cliquez ici
Lucio Pedercini (né le 22 septembre 1972 à Volta Mantovana, dans la province de Mantoue, en Lombardie) est un pilote de vitesse moto professionnel qui a participé à des courses de Grand Prix moto de 500 cm3 de 1992 à 1997 et de Superbike de 1998 à 2006.

## Source de traduction
- (it) Cet article est partiellement ou en totalité issu de l’article de Wikipédia en italien intitulé « Lucio Pedercini » (voir la liste des auteurs).